# Nicole Anderson
Nicole Gale Anderson (29 d'agost de 1990, Rochester, Indiana, Estats Units) és una actriu, model i ex-gimnasta estatunidenca, coneguda pel seu paper de Macy Misa a la sèrie de Disney Channel JONAS L.A. i pel de Kelly Parker a la sèrie d'ABC Family Make It or Break It.

## Carrera

### Gimnàstica
Fou inscrita a gimnàstica amb 3 anys i va guanyar les competicions de gimnàstica nacional, obtenint bones qualificacions dels jutges, després de 10 anys de carrera, es va veure obligada a retirar-se'n a causa de els lesions que comportava i el seu desig de seguir com a actriu.

### Model
Anderson va rebre una beca per a la Barbizon Modeling School a Geòrgia, EUA, quan tenia 15 anys, on també va començar a estudiar actuació, modelatge i a fer audicions. Va obtenir diversos anuncis impresos i comercials de televisió.

### Actuació
Va començar la seva carrera a l'actuació amb petits papers a programes de televisió com Unfabulous, Zoey 101, Hannah Montana, iCarly i Sunday! Sunday! Sunday!. A principis del 2008 va protagonitzar la pel·lícula de televisió Princess.
El 2008 va obtenir el paper de Macy Misa a JONAS L.A..
També ha aparegut amb un paper recurrent a la sèrie de televisió d'ABC Family Make It or Break It del 2009 al 2010. El setembre del 2009 va començar a filmar la pel·lícula Accused at 17, la qual va estrenar-se l'abril del 2010, i el juliol va començar a filmar Mean Girls 2 juntament amb Jennifer Stone, Meaghan Martin, Claire Holt i Maiara Walsh, estrenada el 2011. L'octubre del 2013 va protagonitzar un paper a Ravenswood, una spin-off de Pretty Little Liars.

## Filmografia
| Pel·lícules         | Pel·lícules             | Pel·lícules      | Pel·lícules         |
| Any                 | Títol                   | Personatge       | Notes               |
| ------------------- | ----------------------- | ---------------- | ------------------- |
| 2008                | Princess                | Jitter Bug       | Protagonista        |
| 2008                | Sunday! Sunday! Sunday! | Dana             | Secundari           |
| 2010                | Accused at 17           | Bianca           | Protagonista        |
| 2011                | Mean Girls 2            | Hope Plotkin     | Protagonista        |
| 2012                | Lukewarm                | Jessie           | Protagonista        |
| 2013                | Red Line                | Tori             | Protagonista        |
| 2014                | Never                   | Meghan           | Protagonista        |
| Sèries de televisió |                         |                  |                     |
| Any                 | Títol                   | Personatge       | Notes               |
| 2005                | Unfabulous              | Cheerleader #3   | 1 episodi           |
| 2007                | Zoey 101                | Maria            | 2 episodis          |
| 2007                | Hannah Montana          | Marissa Hughes   | 1 episodi           |
| 2008                | iCarly                  | Tasha            | 1 episodi           |
| 2009                | Imagination Movers      | Cinderella       | 1 episodi           |
| 2009 — 2012         | Make It or Break It     | Kelly Parker     | 17 episodis         |
| 2009 — 2010         | JONAS L.A.              | Macy Misa        | 33 episodis         |
| 2011                | Ringer                  | Monica Reynolds  | 1 episodi           |
| 2012 — 2016         | Beauty & the Beast      | Heather Chandler | Repartiment regular |
| 2013                | Pretty Little Liars     | Miranda Collins  | 1 episodi           |
| 2013 — 2014         | Ravenswood              | Miranda Collins  | 10 episodis         |